# Туркменська література
Туркме́нська літерату́ра — сукупність літературних творів туркменів або Туркменістану.

## Старовинна література
Матеріал, зібраний Туркменським науково-дослідним інститутом мови та літератури, дозволяє стверджувати, що туркменська література — це одна з найбагатших літератур Середнього Сходу.
Окремі дослідники-тюркологи або зовсім заперечують наявність у туркменів літератури, або давали дуже убогий матеріал про неї. Відомий тюрколог Фуад Кепрюлю Заде, хоча й говорить про «досить багату літературу» у туркменів («Енциклопедія Ісламу», Париж, 1928—1929), проте й він не дає повного уявлення про неї, обходячи її яскраво виражені національні особливості.
Першою письмовою пам'яткою туркменської літератури є релігійно-моральний твір хоросанського туркмена Вефа «Ровнак-Уль-Іслам» (Світоч ісламу), написаний ним у віршованій формі в 1464. Значний інтерес представляють так звані анонімні романи, фіксовані в записах, здійснених у XIX ст. Написання їх належить до періоду XV—XVII ст. Найвідоміші з них: «Асли-Керем», «Гаріб і Шахсенем», «Кер-огли», «Хюрлукга і Хемра», «Мелік Дільарам», «Ібрахім і Едехем», «Зайнель-Араб», "Баба-Ровшан "та ін. В основі їх лежать часто так звані «Мандрівні сюжети», відомі по всьому Сходу. У них дуже часто оспівується торжество любові, героїзм, хоробрість героїв-одинаків, що долають ряд перепон у боротьбі проти фантастичних істот (девів, пери, джинів і т. д.), а іноді, хоча рідше, і з їх допомогою (романи «Хюрлукга і Хемра», «Саятли Хемра», «Кер-огли», «Гаріб і Шахсенем» та ін.). У деяких романах зображується боротьба ісламу (дуже часто оборонцями ісламу виступають Алі та його послідовників) проти «невірних» (романи «Баба-Ровшан», «Мелік Дільарам» та ін.) Формою викладу згаданих романів є зазвичай чергування прозових уривків з віршованими.
Крім цих творів, є велика кількість фольклорного матеріалу: казок, пісень, анекдотів, прислів'їв, приказок, скоромовок тощо. Популярними народними героями є Алдар-Кесе, Кельдже, Діалідже, дівчата Акпамих, Караатли-Киз та ін.
Істотною рисою туркменської літератури, як зазначав А. Кримський, є тісний зв'язок літератури з усною народною творчістю, при цьому поряд з великими поетами і романістами у туркменів було багато так званих народних Шахір, часто неписьменних імпровізаторів.

## Новий час
Послідовне вивчення Т. л. поки що починається з XVIII ст. з імені поета-дидактика Азаді (батька Махтумкулі).

Іншими видатними туркменськими поетами тієї епохи є Махтумкулі, Андаліб Нурмухамед-Гаріб, Абдулла Шабенде, Шейдаї, Махмут Гайбі та Гурбаналли Магрупі.

## Радянський період
До 1928 року туркменська мова користувалася арабським алфавітом, потім було здійснено перехід на латинку. З 1940 року для запису туркменської мови використовувався алфавіт на основі кирилиці, а зі здобуттям незалежності на початку 90-х років було знову зроблено перехід на латинку.
Перший радянський туркменський поет Молламурт (1879—1930) з перших днів соціалістичної революції прославив соціалізм у своїх віршах простою і зрозумілою для народу мовою. Перший радянський прозаїк Агахан Дурдиєв (нар. 1904) у своїх творах «У морі мрій», «Мерет», «Гурбан», «Краса в кігтях беркута», писав про будівництво в пустелі Каракум, про проблеми визволення жінок Сходу тощо.
Романтика соціалістичного будівництва знайшла своє відображення і в творах інших туркменських письменників:
- Дурді Агамеммедов (нар. 1904 р.);
- Бекі Сейтаков (1914—1979);
- Алті Гарлієв ;
- перша туркменська жінка, драматург і поетеса Товшан Есенова.

## Українсько-туркменські літературні зв'язки
Перебуванню Тараса Шевченка на засланні, висвітленню взаємин поета з туркменами присвятив статтю «Тарас Шевченко серед туркменів» Аманніязов Курбан.